# Pjegavoglava patka
Pjegavoglava patka (lat. Asarcornis scutulata) jedina vrsta pataka u rodu  Asarcornis. Na IUCN-ovom popisu označena je kao ugrožena vrsta.

## Opis
Dužina joj je od 66 do 81 cm, a raspon krila joj je od 116 do 153 cm. Mužjaci teže od oko 2,94 do 3,9 kg, dok ženke teže od 1,95 do 3,05 kg. Najistaknutija značajka na tijelu odrasle ptice je tamno tijelo u kontrastu s bjelkastom glavom i vratom. 
Ova vrsta se većinom hrani noću. Njihova prehrana se uglavnom sastoji od sjemenki, vodenih biljaka, žitarica, riže, puževa, malih riba i kukaca. Rasprostranjena je na stajaćim ili sporo tekućim prirodnim i umjetnim močvarnim područjima.

## Rasprostranjenost
Povijesno gledano, bijelo-krila patka je bila široko distribuirana u sjevero-istočnu Indiju i Bangladeš te područje jugoistočne Azije. Ova vrsta je izumrla u Javi. U Indiji se patka može naći samo u sjeveroistočnom dijelu zemlje. Međutim, 2002. godine vrsta je imala populaciju od samo njih 800, s oko 200 njih u Laosu, Tajlandu, Vijetnamu i kambodži, 150 na Sumatri i 450 u Indiji, Bangladešu i Burmi. Bijelo-krila patka javlja se u gustim tropskim zimzelenim šumama, u blizini rijeka i močvara.